# Csillik Iharka
Csillik Iharka Magdolna (Zilah, 1975. január 20. –) erdélyi magyar matematikus, csillagász.

## Élete
A kolozsvári Babeș–Bolyai Tudományegyetemen elvégezte a matematika szakot. Ugyancsak a kolozsvári egyetemen doktorált 2002-ben. A Román Akadémia Csillagászati Intézetének kolozsvári fiókjánál tudományos kutató.

## Munkássága
Kutatási területe: égi mechanika. Szücs-Csillik Iharka néven is publikál.

## Könyvei
- Szücs-Csillik Iharka, Szűcs István: First steps in Astronomy, Editura Casa Cărții de Științe, Cluj-Napoca, 2019 (ISBN 978-606-17-1486-5).
- Szücs-Csillik Iharka, Szűcs István, Mircea Liviu: Primii pași în astronomie. Andragogia didacticii preșcolare, Editura Casa Cărții de Științe, Cluj-Napoca, 2019 (978-606-17-1507-7).
- Szücs-Csillik Iharka, Szűcs István: Első lépések a csillagászatban. Az óvodai didaktika andragógiája, Editura Casa Cărții de Științe, Cluj-Napoca, 2019 (978-606-17-1503-9).
- Szücs-Csillik Iharka, Szűcs István: Csillagászat tanítása kisgyermekeknek, Self-publishing Press, Cluj-Napoca, 2010 (ISBN 978-973-0-07487-1).
- Szücs-Csillik Iharka, Szűcs István, Mircea Liviu: Învăţarea astronomiei pentru copiii de la grădiniţă, Self-publishing Press, Cluj-Napoca, 2010 (ISBN 978-973-0-08553-2).
- Szücs-Csillik Iharka, Szűcs István: Teaching Astronomy to small children, Self-publishing Press, Cluj-Napoca, 2010 (ISBN 978-973-0-09239-4).
- Szücs-Csillik Iharka, Szűcs István: Sternkunde Unterricht für Kleinkinder, Self-publishing Press, Cluj-Napoca, 2010 (ISBN 978-973-0-09331-5).
- Turcu Vlad, Csillik Iharka, Moldovan Dan: Calendar astronomic 2004, Editura Nereamia Napocae, Cluj-Napoca, 2004 (ISBN 973-7951-59-X).
- Turcu Vlad, Csillik Iharka, Moldovan Dan: Calendar Astronomic Cluj-Napoca 2003 Iulie-Decembrie, Editura Nereamia Napocae, Cluj-Napoca, 2003 (ISBN 973-7951-20-4).
- Csillik Iharka: Metode de regularizare în mecanica cerească, Editura Casa Cărţii de Ştiinţă,[1] 2003 (ISBN 973-686-410-3).
- Bálint Attila, Csillik Iharka, Makó Zoltán, Szenkovits Ferenc: Mechanikai rendszerek számítógépes modellezése, Scientia Kiadó, Kolozsvár, 2002 (ISBN 973-85422-6-X).
- Csillik, Iharka; Oproiu, Tiberiu; Szenkovits Ferenc (coordonator Pál Árpád): Eclipsa totală de soare din 11 august 1999, Editura Dacia, Cluj-Napoca, 1999 (ISBN 973-35-0896-9).

## Cikkei (válogatás)
- Szücs-Csillik, I., Lazarovici, G., Maxim, Z.: About some Neolithic Constellations, In: ArheoVest Nr. VI: In Memoriam Marian GUMĂ: Interdisciplinaritate în Arheologie și Istorie: Timişoara, 24 noiembrie 2018, Vol. 1: Arheologie, Vol. 2: Metode Interdisciplinare, Editor: Sorin FORȚIU, Coordonator: Dorel MICLE, DVD-ROM: Adrian CÎNTAR, WEB: Sorin FORȚIU și Claudiu TOMA, JATEPress Kiadó, Szeged, 2018, p. 621-630 , 2018.
- Comșa, A., Szücs-Csillik, I.: The Universe of the Directions, ArheoVest Nr. VI: In Memoriam Marian GUMĂ: Interdisciplinaritate în Arheologie și Istorie: Timişoara, 24 noiembrie 2018, Vol. 1: Arheologie, Vol. 2: Metode Interdisciplinare, Editor: Sorin FORȚIU, Coordonator: Dorel MICLE, DVD-ROM: Adrian CÎNTAR, WEB: Sorin FORȚIU și Claudiu TOMA, JATEPress Kiadó, Szeged, 2018, p. 605-620, 2018.
- Szücs-Csillik, I., Maxim, Z.: Stele și mărgele, Anuarul Muzeului Etnografic, p. 320-326, 2018.
- Shoaib, M., Kashif, A.R., Szücs-Csillik, I.: On the planar central configurations of rhomboidal and triangular four- and five-body problems, ASTROPHYSICS AND SPACE SCIENCE, Vol. 362, Issue 10, p. 182, 2017.
- Szücs-Csillik, I.: Orbital flower, Romanian Astronomical Journal, Vol. 27, Issue. 2, p. 169-188, 2017.
- Szücs-Csillik, I., Comsa, A.: Solar arc method for the analysis of the burial places in Eneolithic, Romanian Astronomical Journal, Vol. 27, Issue 3, p. 211-221, 2017.
- Szücs-Csillik, I.: Analysis and prediction of Tiangong-1 re-entry, Romanian Astronomical Journal, Vol. 27, Issue 3, p. 241-251, 2017.
- Szücs-Csillik, I., Maxim, Z.: Orion's belt - symbol and sign, In: Ethnoreligion series III. Symbols and signs as a communication system In memory of Gheorghe Dumitroaia (eds. C.-E. Ursu, A. Poruciuc, C.-M. Lazarovici), Bucovinei Museum Suceava, Karl. A. Romstorfer Press, p. 233-243, 2017.
- Szücs-Csillik, I., Maxim, Z.: „Observed” constellations from the Parța Neolithic Sanctuary, În: ArheoVest, Nr. V: In Honorem Prof. Univ. Emerit Doina Benea, Interdisciplinaritate în Arheologie și Istorie, Timișoara, 25 noiembrie 2017, Vol. 2, Universitatea de Vest din Timișoara, JATEPress Kiadó, Szeged, p. 641-648, 2017.
- Anisiu, M.-C., Szücs-Csillik, I.: Corrected Newtonian potentials in the two-body problem with applications, ASTROPHYSICS AND SPACE SCIENCE, Vol. 361, Issue 12, p. 382-390, 2016.
- Szücs-Csillik, I., Maxim, Z.: The snake and the agrarian calendars, Between Earth and Heaven. Symbols and Signs, In memory of Henrieta Todorova, (eds. C.-E. Ursu, A. Poruciuc, C.-M. Lazarovici), Bucovinei Museum Suceava, Karl. A. Romstorfer Press, p. 435-453, 2016.
- Szücs-Csillik, I.,Comșa, A., Maxim, Z.: Archaeoastronomical world from Romania, BAR, S2794,"Astronomy and power: how worlds are structured", Proceedings of the SEAC 2010 conference, (eds. Michael A. Rappenglück, Barbara Rappenglück, Nicholas Campion, Fabio Silva), p. 43-48, 2016.
- Szücs-Csillik, I., Maxim, Z.: The Divine Bull from Parța, În: ArheoVest, Nr. IV: In Honorem Adrian Bejan, Interdisciplinaritate în Arheologie și Istorie, Timișoara, 26 noiembrie 2016, Vol. 1: Arheologie, Vol. 2: Metode Interdisciplinare și Istorie, Universitatea de Vest din Timișoara, JATEPress Kiadó, Szeged, 2016, Vol. 1: 1–532 pg. + DVD, Vol. 2: 537–982 pg., ISBN 978-963-315-310-9 (Összes/General), ISBN 978-963-315-311-6 (Vol. 1), ISBN 978-963-315-312-3 (Vol. 2); Vol. 2, p. 551-560, 2016.
- Szücs-Csillik, I., Virag, C.: The orientation of the dead at Urziceni necropolis. An archaeoastronomical approach, În: ArheoVest, Nr. IV: In Honorem Adrian Bejan, Interdisciplinaritate în Arheologie și Istorie, Timișoara, 26 noiembrie 2016, Vol. 1: Arheologie, Vol. 2: Metode Interdisciplinare și Istorie, Universitatea de Vest din Timișoara, JATEPress Kiadó, Szeged, 2016, Vol. 1: 1–532 pg. + DVD, Vol. 2: 537–982 pg., ISBN 978-963-315-310-9 (General), ISBN 978-963-315-311-6(Vol. 1), ISBN 978-963-315-312-3 (Vol. 2); Vol. 2, p. 591-599, 2016.
- Szücs-Csillik, I., Maxim, Z.: Șarpele ceresc și calendarul agrar (The Heavenly Snake in the Agricultural Calendar), In Anuarul Muzeului Etnografic al Transilvaniei, p. 418-432, Cluj-Napoca, Romania, 2016.
- Szücs-Csillik Iharka, Poputa Dora: Astro-Biblio-Students, DIDACTICA MATHEMATICA, Vol. 33, p. 101-111, 2015.
- Szücs-Csillik, I., Comşa, A., Sankhyan, A. R.: Astronomical Orientation of the Trepanned Neolithic Woman of Burzahom, Kashmir, In Anek R. Sankhyan (ed.), Recent Discoveries and Perspectives in Human Evolution, British Archeological Reports, p. 219-226, 2015.
- Szücs-Csillik, I., Maxim, Z.: Goddess of nocturnal light at Parta, in ArheoVest Interdisciplinaritate in arheologie si istorie, nr. III, In Memoriam Florin Mendeleţ (1943-2005), p. 605-620, Szeged, 2015. (editori: Sorin FORŢIU, Andrei STAVILĂ; consilier științific: Dorel MICLE), Asociația "ArheoVest" Timișoara, JATEPress Kiadó, Szeged, 2015, ISBN 978-963-315-264-5).
- Szücs-Csillik, I., Maxim, Z.: Luna – zeita luminii nocturne, In Anuarul Muzeului Etnografic al Transilvaniei, p. 241-259, Cluj, Romania, 2015.
- Szücs-Csillik, I.: The astronomical orientation of the Fundu Hertii fortress, In ARHEOLOGIA MILENIULUI I p. Ch., nr. IV, Nomazi si autohtoni in mileniul I. p. Chr, In memoriam Maria Comsa (1928-2002), ed. Alexandra Comsa, Bogdan Ciuperca, Consiliul Judetean Prahova si Muzeul Judetean de Istorie si Arheologie Prahova, Ed. Istros, Braila, p. 517-528, 2015.
- Roman, R., Szücs-Csillik, I.: Generalization of Levi-Civita regularization in the restricted three-body problem, ASTROPHYSICS AND SPACE SCIENCE, Vol. 349, Issue 1, p. 117-123, 2014.
- Roman, R., Szücs-Csillik, I.: A family of zero-velocity curves in the restricted three-body problem, ASTROPHYSICS AND SPACE SCIENCE, Vol. 352, Issue 2, p. 481-491, 2014.
- Szücs-Csillik, I., Roman, R.: Generalized regularization, ROMANIAN ASTRONOMICAL JOURNAL, vol. 24 (1), p. 105-114, 2014.
- Szücs-Csillik, I., Mircea, L.: Calculul unor parametri orbitali în cadrul cercului de astronomie, DIDACTICA MATHEMATICA, Vol. 32, p. 101-107, 2014.
- Maxim, Z., Szücs-Csillik, I.: Constelații astronomice și „vestimentația”, In: Anuarul Muzeului Etnografic al Transilvaniei, p. 270-284, 2014.
- Lukács Béla, Szücs-Csillik Iharka: Sulgi’s Eclipse, ANTHROPOLOGICAL NOTEBOOKS, vol. 19, p. 471 - 480, 2013.
- Szücs-Csillik, I., Maxim, Z., Mircea, L.: Constelaţii „metalice”, In Anuarul Muzeului Etnografic al Transilvaniei, p. 237-245, 2013.
- Szücs-Csillik, I., Maxim, Z.: The Astronomical Orientation of the Skeletons from the Neolithic Necropolis of Cernica, In Alexandra Comșa, Clive Bonsall, Lolita Nicolova (eds.), Facets of the past : the Challenge of the Balkan Neo-Eneolithic: Proceedings of the international symposium celebrating the 85th birth anniversary of Eugen Comşa, Bucharest, p. 336-347, 2013.
- Roman, R., Szücs-Csillik, I.: Regularization of the three-body problem using "similar" coordinate systems, ASTROPHYSICS AND SPACE SCIENCE, Vol. 338, Issue 2, p. 233-243, 2012.
- Szücs-Csillik, I., Roman, R.: New Regularization of the restricted three-body problem, ROMANIAN ASTRONOMICAL JOURNAL, Vol. 22, No. 2, p. 145-154, 2012.
- Roman, R., Szücs-Csillik, I.: Regularization of the three-body problem using "similar" coordinate systems, ROMANIAN ASTRONOMICAL JOURNAL, Vol. 21, Issue 2, p. 127-142, 2011.
- Szücs-Csillik, I.: The Lie-integrator and the Hénon-Heiles system, ROM. ASTRON. J., Vol. 20, No. 1, p. 49-66, 2010.
- Szücs-Csillik, I., Comsa, A., Maxim, Z.: Archaeoastronomy in Romania, ROM. ASTRON. J., Vol. 20, Supplement, p. 197-200, 2010.
- Szücs-Csillik, I., Szűcs, I., Mircea, L., Lugosi, M.: First steps in astronomy, ROM. ASTRON. J., Vol. 20, Supplement, p. 201-204, 2010.
- Szücs-Csillik, I.: Lie-Integrator Overview, ROM. ASTRON. J., Vol. 20, Supplement, p. 113-116, 2010.
- Szűcs-Csillik, Iharka; Comşa, Alexandra; Maxim, Zoia; Szűcs, István: Case studies of archaeoastronomy in Romania. Archeologia e Calcolatori 21, p. 325–337, 2010.
- Maxim, Zoia; Szücs-Csillik, Iharka: Astronomical orientations at the Cernica neolithic necropolis. Ann. Tiberiu Popoviciu Semin. Funct. Equ. Approx. Convexity 8, p. 155–166, 2010.
- Maxim, Z., Szücs-Csillik, I.: Cerul – oglindă a Pământului. Spicuiri din mitoastronomia românească (Heavens-Mirror of the Earth. Episodes of Romanian Myth Astronomy), In Identități culturale locale și regionale în context european. Studii de arheologie si antropologie istorica, Bibliotheca Musei Porolissensis XIII, Cluj-Napoca, p. 45-55, 2010.
- Maxim, Z., Szücs-Csillik, I.: Constelaţii văzute prin ochii ţăranului, In Anuarul Muzeului Etnografic al Transilvaniei, p. 296-301, 2009.
- Mako, Z., Szenkovits, F., Garda-Matyas, E., Csillik, I.: Classification of near earth asteroids with artificial neural network, Studia Mathematica, Vol. 50, No. 1, p. 85-92, 2005.
- Demeter, I., Maxim, Z., Oproiu, T., Csillik, I.: Considerations about some Christian churches in Transylvania, In Cosmic Catastrophies from the Conference SEAC 2002, p. 55-57, Tartu, Estonia, 2005.
- Csillik, I., Maxim, Z.: Sarpele in arheoastronomie, In Corviniana, Acta Musei Corvinensis IX, p. 253-262, Hunedoara, 2005
- Csillik, I.: Symplectic and regularization methods, TECHNISCHE MECHANIK, vol. 24, No. 1, p. 67-73, 2004.
- Csillik, I., Maxim, Z., Barlai, K.: The archaeoastronomical work on the database of the Basatanya burial site, Hungary. ANNALS OF THE TIBERIU POPOVICIU SEMINAR OF FUNCTIONAL EQUATIONS, APPROXIMATION AND CONVEXITY,vol. 2, p. 157-170, 2004.
- Asghari, N., Broeg, C., Carone, L., Casas-Miranda, R., Castro Palacio, J.C., Csillik, I., Dvorak, R., Freistetter, F., Hadjivantsides, G., Hussmann, H., Khramova, A., Khristoforova, M., Khromova, I., Kitiashivilli, I., Kozlowski, S., Laakso, T., Laczkowski, T., Lytvinenko, D., Miloni, O., Morishima, R., Moro-Martin, A., Paksyutov, V., Pal, A., Patidar, V., Pecnik, B., Peles, O., Pyo, J., Quinn, T., Rodriguez, A., Romano, C., Saikia, E., Stadel, J., Thiel, M., Todorovic, N., Veras, D., Vieira Neto, E., Vilagi, J., von Bloh, W., Zechner, R., Zhuchkova, E.: Stability of Terrestrial Planets in the Habitable Zone of Gl 777 A, HD 72659, Gl 614, 47 Uma and HD 4208, ASTRONOMY AND ASTROPHYSICS, Vol. 426, No. 1, p. 353-365, 2004.
- Szenkovits, F., Makó, Z., Csillik, I.: Polynomial representation of the zero velocity surface in the spatial elliptic restricted three-body problem, PU.M.A., Vol. 15, No. 2-3, p. 313-322, 2004.
- Oproiu, T., Csillik, I.: Solar activity effected on the satellite Cosmos 1250, in Natural and Technical Science, Kriterion Press, Edited by Rodosz, Cluj-Napoca, No. II, p. 49-55, 2004.
- Maxim, Z., Csillik, I.: Agricultural constellations. Annals of the Tiberiu Popoviciu Seminar of functional equations, Approximation and Convexity, p. 5-10, 2003.
- Garda-Matyas, E., Makó, Z., Szenkovits, F., Csillik, I.: The chaotic variation of the capture effect in the three body problem, 4rd International Conference of PhD Students, 11-17 August 2003, in Natural Science, University of Miskolc, Hungary, p. 217-222, 2003.
- Maxim, Z., Chis, Gh. D., Oproiu, T., Csillik, I.: The astronomical aspects of the orientation of the graves in the burial site of Iclod, In Barlai, K. / Bognár-Kutzián, I. (ed.), "Unwritten messages" from the Carpathian Basin, Konkoly Observatory of the Hungarian Academy of Sciences, Monographs No. 4, p. 19-30, Budapest, Hungary, 2002.
- Lazarovici, Gh., Chis, Gh. D., Oproiu, T., Csillik, I.: The Neolithic shrine at Parta, In Barlai, K. / Bognár-Kutzián, I. (ed.), "Unwritten messages" from the Carpathian Basin, Konkoly Observatory of the Hungarian Academy of Sciences, Monographs No. 4, p. 7-18, Budapest, Hungary, 2002.
- Csillik, I., Maxim, Z.: The Snake Symbol. Annals of the Tiberiu Popoviciu Seminar of functional equations, Approximation and Convexity, p. 139-140, 2002.
- Mioc, V., Csillik, I.: The two-body problem in the point mass approximation field. IV. Symmetries, Rom. Astron. J., vol. 12, No. 2, p. 167-177, 2002.
- Szenkovits, F., Makó, Z., Csillik, I., Bálint, A.: Capture model in the restricted three body problem. Pure Mathematics and Applications, vol. 13, No. 4, p. 463-471, 2002.
- Csillik, I., Oproiu, T.: Librating motion around the Lagrange points in Sun-Jupiter system, In: Natural and Technical Science, Kriterion Press, Edited by Rodosz, Cluj-Napoca, No. III, p. 23-35, 2001.
- Maxim, Z., Chis, D., Oproiu, T., Csillik, I.: The astronomical orientation of graves in the ancient cemeteries of Iclod, Tiberiu Popoviciu Itinerant Seminar, p. 241-245, 2001.
- Csillik, I., Oproiu, T., Chiş, Gh., Maxim, Z., Lazarovici, Gh.: Archaeoastronomy in Transylvania, Publications of the Astronomy Department of the Eötvös University, No.11, p. 113-118, No. 2, 2001.
- Csillik, I., Szenkovits, F.: Az 1999. augusztus 11-i teljes napfogyatkozás, FIRKA, No. 6, p. 242-247, 1999.